# Teatro caixa-preta
O teatro caixa-preta é uma inovação de linguagem cênica teatral que data da década de 1960-1970 caracterizada por possuir um espaço cênico básico retangular com paredes pintadas de preto. Esse tipo de espaço cênico abriga montagens teatrais de produção simples, geralmente peças que são preparadas para apresentar em diversos locais e não terão uma temporada em um teatro fixo, peças de baixo orçamento com produção simplificada.
Em termos de linguagem, as peças que costumam utilizar esse formato cênico possuem um caráter mais intimista, com focos de luz localizados nos atores, tramas densas, dramáticas e humanistas.
Estudantes de teatro e autores experimentais também costumam adotar com freqüência esse tipo de espaço cênico.
O Teatro de Arena de São Paulo, criado na década de 1960, é um dos exemplos desse tipo de teatro.